# Passo della Borcola
Passo della Borcola, známé také jako Passo Borcola, je horský průsmyk o nadmořské výšce 1207 m n. m. nalézající se na hranici mezi italskými provinciemi Trento a Vicenza.

## Poloha a okolí
Průsmyk Passo della Borcola je na jihu ohraničen horou Pasubio a na severu horou Monte Maggio. Tvoří přechod mezi údolím Valle di Terragnolo s trentinskou obcí Terragnolo a údolím Valle di Posina s vizentinskou obcí Posina.
Na trentinské straně vede z vesnice Piazza do průsmyku Strada provinciale 138, která na vizentinské straně pokračuje jako Strada provinciale 81 do Posiny. Na severozápadní straně, na trentinské půdě, se kousek pod vrcholem průsmyku nachází malý kostelík, který v roce 1968 postavil místní spolek Alpini reserve. Několik metrů pod kostelem se nachází salaš Malga Borcola.
Přes passo della Borcola procházejí evropská dálková trasa E5 a Sentiero della Pace.

## Historie
Ve srovnání s Passo Pian delle Fugazze na jihu hrál průsmyk Passo della Borcola jako přechod mezi provinciemi Trento a Vicenza jen menší roli. Nicméně sekera z doby bronzové nalezená v průsmyku svědčí o tom, že průsmyk byl využíván již od starověku.
Údolí Valle di Terragnolo, které je obzvláště hluboce zaříznuté, dlouho bránilo rozvoji komunikačních cest, a proto průsmyk dlouho vedl stinnou existenci. Teprve ve 13. století se městská rada Vicenzy rozhodla rozšířit komunikační trasy do Trenta, včetně průchodu z Posiny přes průsmyk Borcola.
V 15. století nechala Benátská republika v průsmyku postavit hraniční kámen, který byl po obsazení Posiny v roce 1510 vojsky Maxmiliána I. zničen a obnoven byl až v roce 1772 po urovnání hraničních sporů s Habsburky za vlády Marie Terezie.
V roce 1701 to byl princ Evžen Savojský, kdo během války o španělské dědictví překročil průsmyk soumarské stezce spolu s částí svých vojsk přicházejících z Rovereta.
Během první italské války za nezávislost v roce 1848 přes průsmyk nejprve postupovala italská svobodná vojska přicházející z Posiny do údolí Valle di Terragnolo, než byla opět zatlačena zpět[3].
Po vstupu Itálie do 1. světové války (1915) byly průsmyk Borcola a údolí Terragnolo zpočátku obsazeny italskými vojsky. Při rakousko-uherské jarní ofenzivě v květnu 1916 se 11. císařské a královské armádě podařilo údolí a průsmyk znovu dobýt. V témže roce byla zahájena výstavba dnešní průsmykové silnice, která sloužila k dopravě zásob na frontu u Pasubia. Ukázalo se však, že trasa silnice je mimořádně ohrožována lavinami, a proto se průsmyková silnice nemohla v zimě používat. Jako náhrada byla vybudována materiálová lanovka až do průsmyku Borcola. V samotném průsmyku se nacházelo rakousko-uherské dělostřelectvo, které mohlo ostřelovat italské pozice u Pasubia. Kromě toho byla v bezprostřední blízkosti průsmyku vybudována další vojenská zařízení, například velitelská stanoviště a polní nemocnice. Stopy a pozůstatky těchto válečných staveb lze v průsmyku nalézt dodnes.

## Galerie

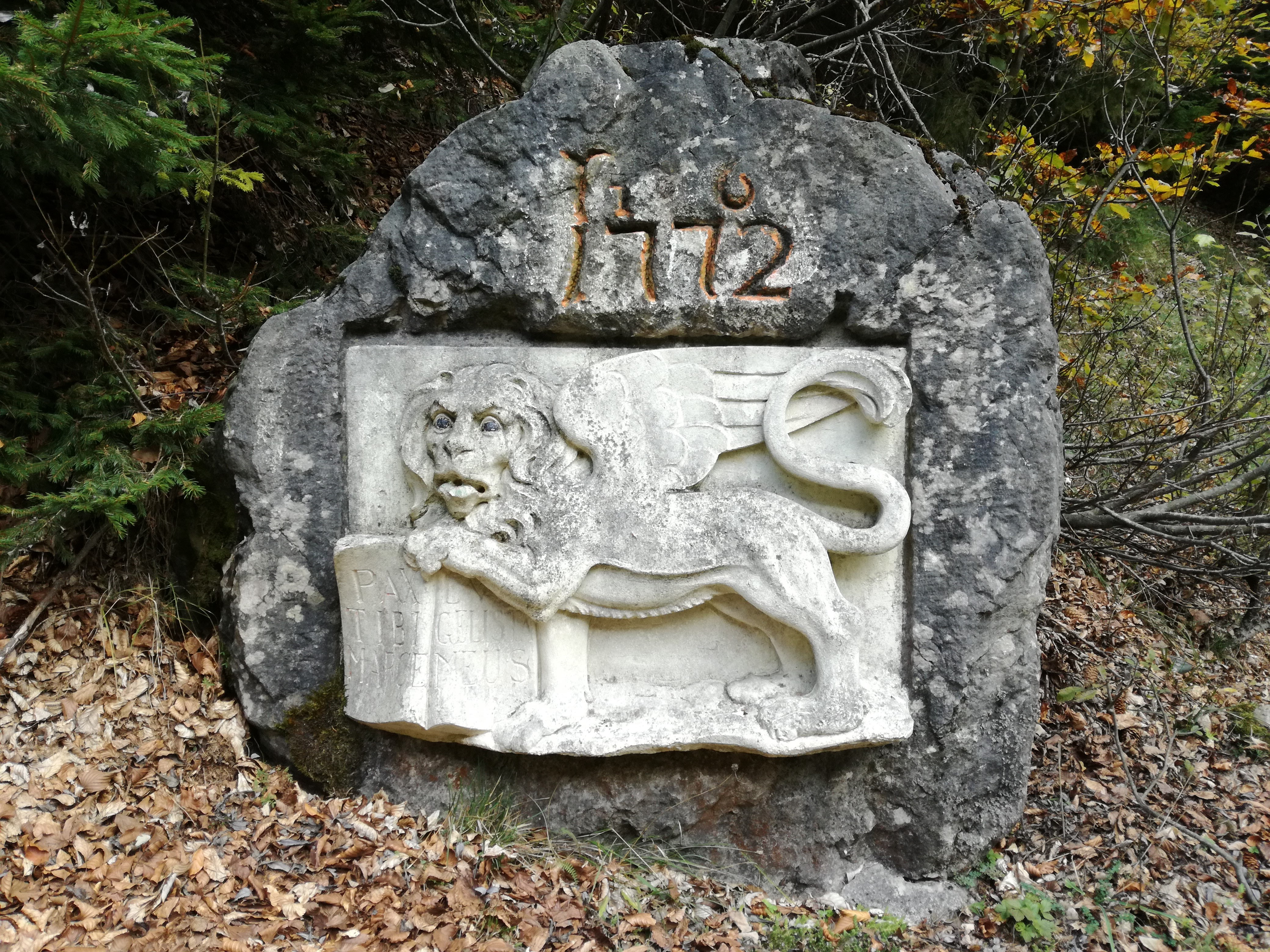
Benátský hraniční kámen z roku 1772 na vrcholu průsmyku
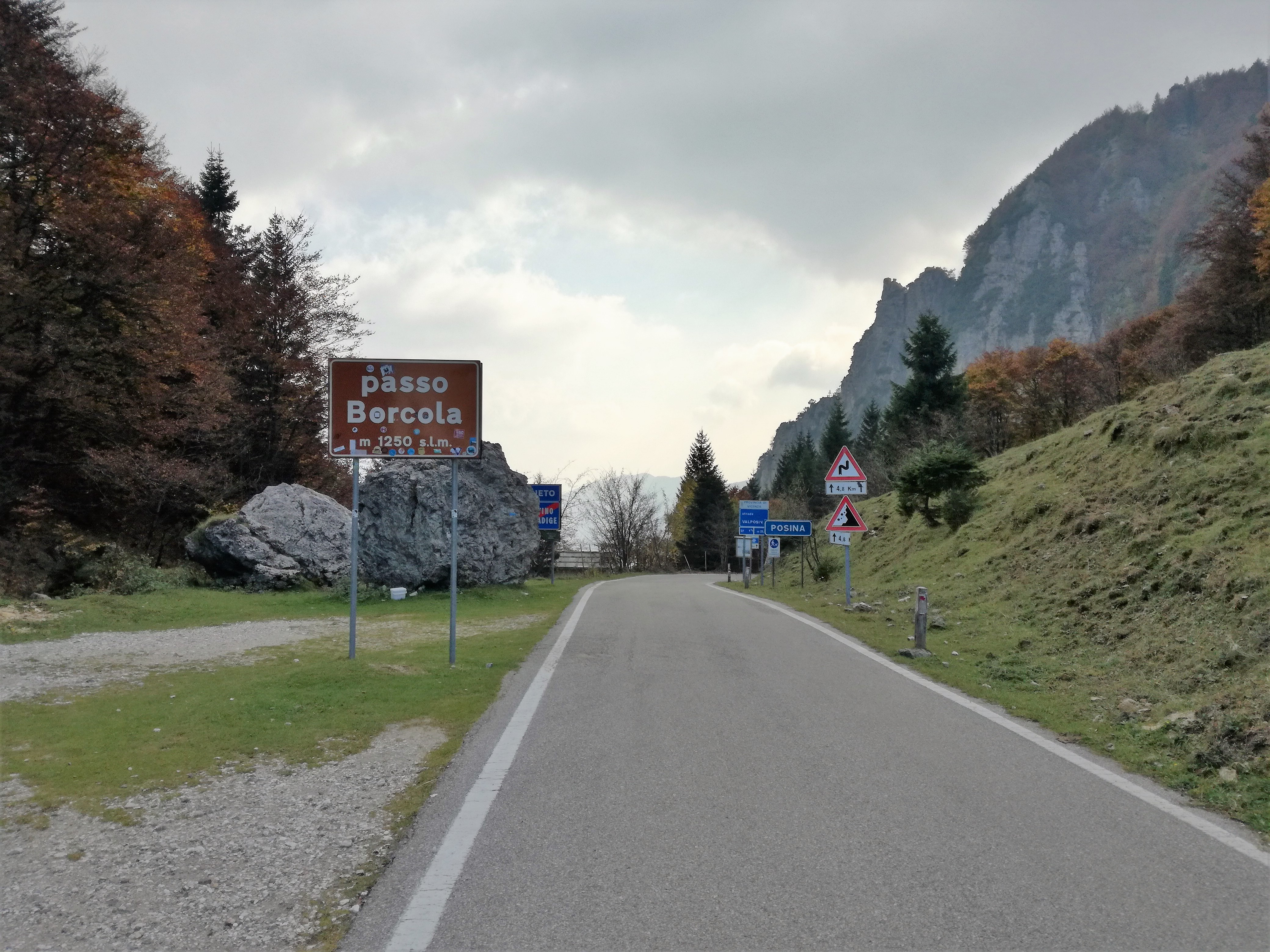
Passo della Borcola - směr Posina
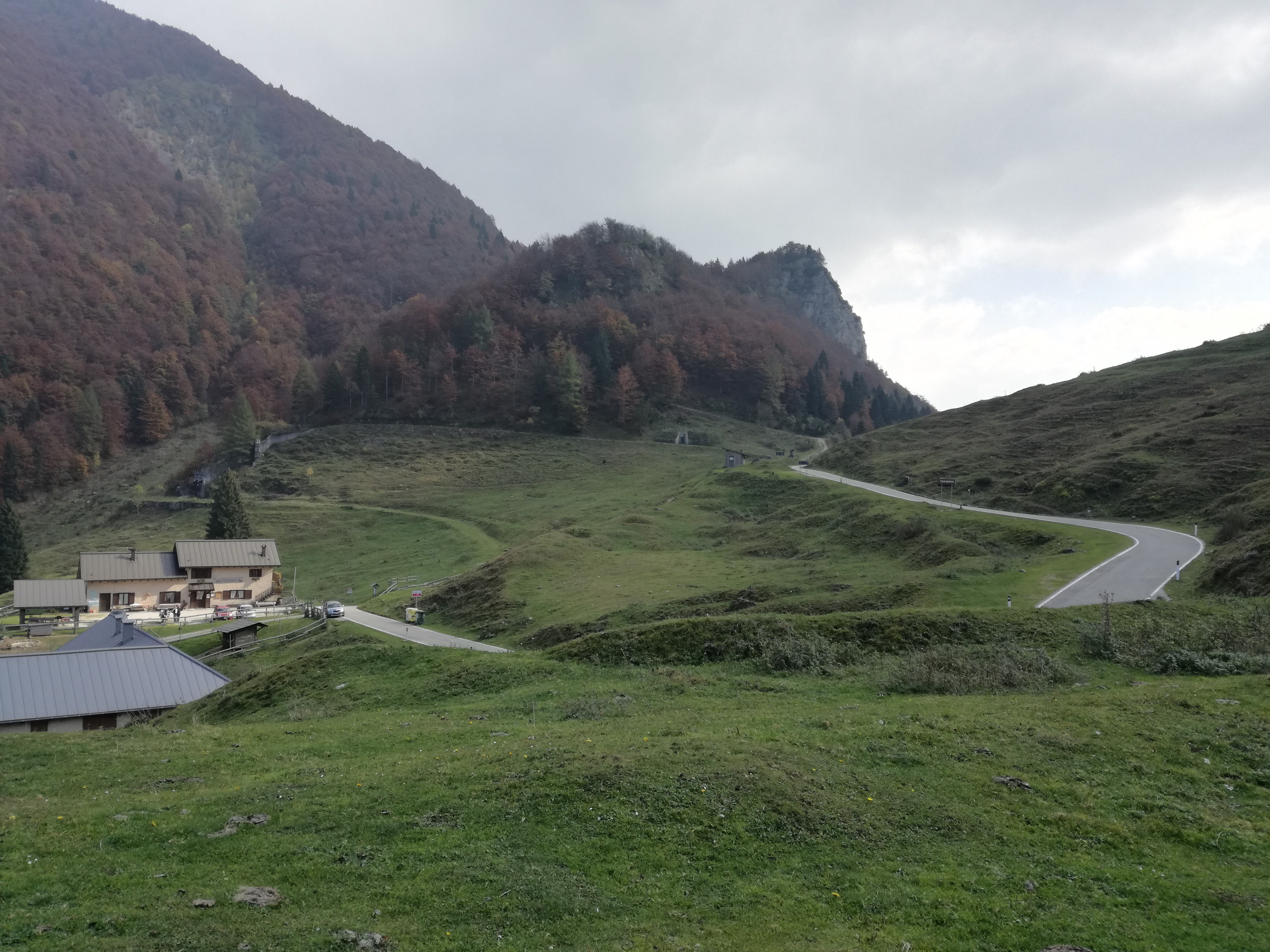
Passo della Borcola u Malga Borcola